# 脊椎側彎
脊椎側彎（英語：scoliosis）或稱脊柱側彎，是指人的脊柱有側向的彎曲，其形狀可能是S形或是C形。有些人的脊椎側彎情形穩定不會變化，有些則會隨時間日漸加增。輕微的脊椎側彎不會有其他症狀，而嚴重的脊椎側彎會影響呼吸，脊椎側彎多半不會疼痛。
大部份脊椎側彎的病因還不明確，多半認為是遗传及環境因子綜合影響所造成，家人也有脊椎側彎是風險因子之一。其他致病的原因包括肌肉痙攣、腦性麻痺、馬凡氏症候群，以及像神經纖維瘤病等腫瘤，會配合X光片進行診斷。脊椎側彎可以分為脊椎曲線已經定形的結構性脊椎側彎，以及脊椎本身其實仍正常的機能性脊椎側彎（非結構性脊椎側彎）兩種。
治療方式會依脊椎側彎的程度、位置及病因而有不同，輕微的脊椎側彎只需要定期回診觀察，治療方式包括支架及手術，支架需符合病患的體型，而且需每天使用，直到側彎程度不再增加為止，有關整背、膳食補充品及運動是否可以使脊椎側彎不繼續惡化，目前還沒有足夠的證據可以評斷，不過因為運動有其他健康上的好處，仍會建議脊椎側彎的病患運動。
大約3%的人會有脊椎側彎的問題，多半發生在十歲到二十歲之間。女性受影響的程度會比男性要大。脊椎側彎的英文Scoliosis源自古希臘文σκολίωσις（skoliosis），意思是「彎曲」。

## 脊椎側彎的種類

### 結構性脊椎側彎症
結構性脊椎側彎症（structural scoliosis）是指患者躺下來的時候側彎現象不會消失。此類脊椎側彎患者中有80%患者為原發性脊椎側彎，其次為次發性脊椎側彎。
結構性脊柱側彎又分為特發性及非特發性兩種。特發性脊柱侧弯佔百分之80%，通常開始於10到13歲兒童，好發於身體快速發育成長的青少年時期，其原因在於脊椎本身，只有治療脊椎本身才能改善；非特發性脊柱側彎则通常由某一特定原因引起，例如神經肌肉病變、退化、感染、腫瘤等。

### 非結構性脊椎側彎症
非結構性脊椎側彎症（non-structural scoliosis）是指患者躺下來的時候側彎現象會消失。常見的因素則是因為神經肌肉病變、脊椎左右兩側肌肉張力不平衡、兩腳長度不等（長短腳）等因素產生。此類患者往往能在病因消失後改善其脊椎側彎的症狀。

## 治療方法

### 姿勢矯正及運動治療
側彎角度小於20度的患者可在物理治療師的指導下接受姿勢矯正和运动治疗。同時每半年追蹤檢查一次，觀察角度是否有惡化的情況。

### 脊柱矯正治療
有關脊骨神經醫學在脊柱矯正上的效果，有一些實驗上有正面效果，為了要說明其潛在作用，還需要進一步的研究。

### 穿戴背架
側彎角度介於20度～40度之間的患者，須穿背架矯正，避免惡化，同時每三至六個月追蹤檢查一次。

### 手術治療
角度介於20度～40度之間的患者建议保守治疗，非必要不建议手术。
側彎角度若大於40度或50度，脊柱有大概率会压迫内脏，強烈建議手術治療。
手术治疗的副作用也有很多，例如术后腰椎关节无法活动，背部肌肉易萎缩，大部分术后患者久坐腰部会有明显痛感等。
椎体拴繫术（vertebral body tethering，VBT）是一种用于矫正和减轻青少年特发性脊柱侧弯患者脊柱弯曲度的手术，适用于骨骼尚未发育成熟的患者。此术式使用椎体螺钉和繫绳组成的置入系统，固定在凸侧的椎体上，在脊柱的生长发育期间将进一步产生矫正效果，从而控制畸形进展，属于一种脊柱生长调节的非融合术。

## 參照
- 背架（英语：back brace）
- 脊柱後凸
- 脊柱前凸
- 特發性脊椎側彎的神經力學（英语：Neuromechanics of idiopathic scoliosis）
- 博特氏病
- 脊椎駝背後凸症
- Schooliosis（英语：Schooliosis）
- 脊椎側彎研究學會（英语：Scoliosis Research Society）
- 亞當前彎測試——一種篩查方式

## 外部連結
- 中的“脊椎側彎”
- Early Onset Scoliosis （页面存档备份，存于） is the abnormal, side-to-side curve of spine in children under 5 years old, often including children with congenital scoliosis (present at birth, with spine abnormalities) and infantile scoliosis (birth to 3 years).
- Questions and Answers about Scoliosis in Children and Adolescents （页面存档备份，存于） - US National Institute of Arthritis and Musculoskeletal and Skin Diseases